# 達越棋
達越棋（Jumpin），是3M公司在1964年出品的兩人棋類。

## 棋具
- 棋盤為6*11點，組成66個棋點。

- 棋子以顏色區分敵我，每方十二枚。

## 規則
- 初始佈置為兩方棋子以6*2各據次底行、底行。

- 每回合玩家需以一枚己棋以縱或橫向跳過鄰位一枚或多枚相連的棋子群，然後落到同方向的緊連空位，可再連跳，可九十度改變方向。

- 最先把自己所有的棋子移到敵方的次底行、底行獲勝[2][3]。

## 外部連結
- 遊戲介紹 （页面存档备份，存于）